# Agence d'emploi privée

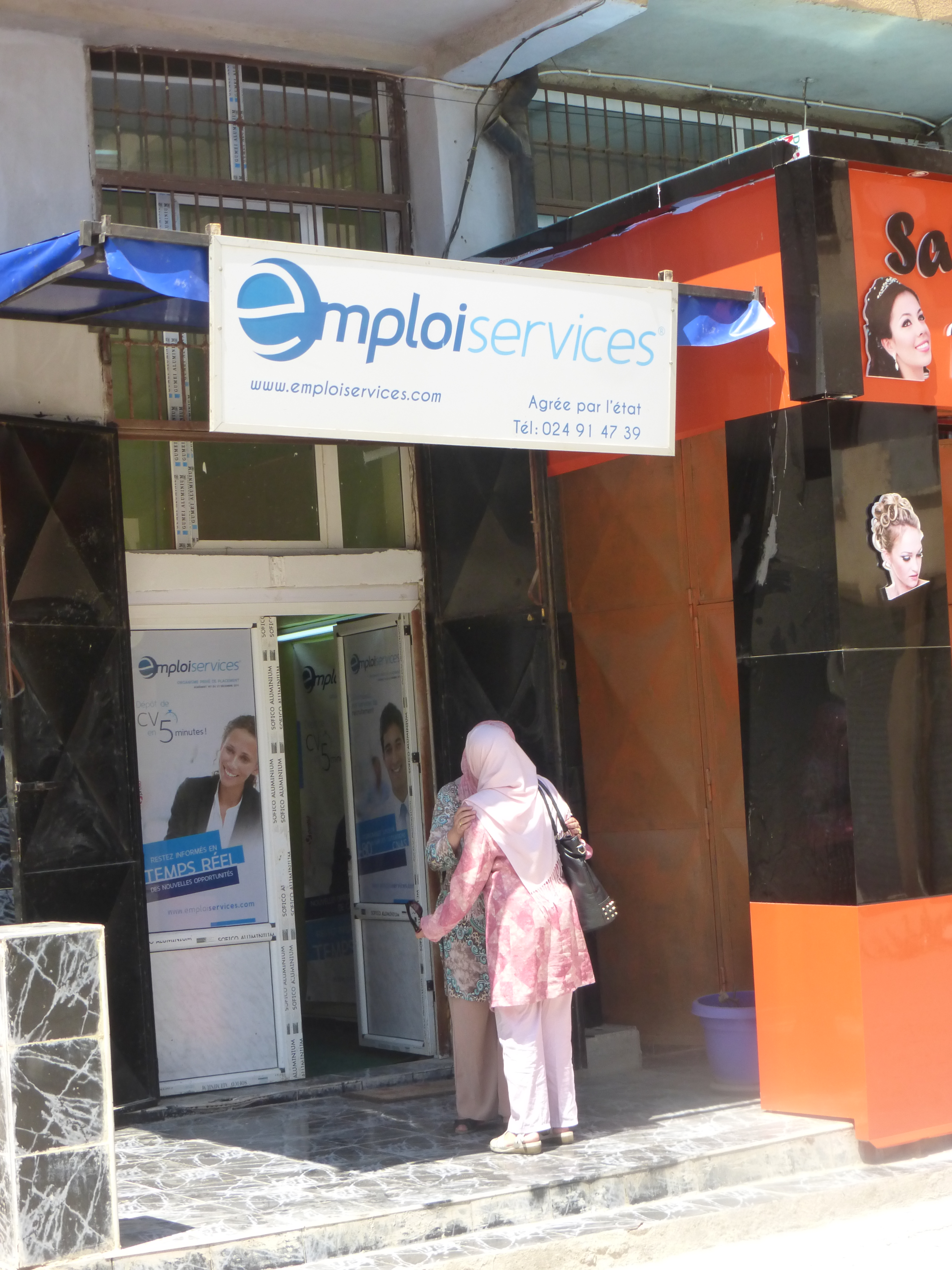
Une agence d'emploi privée « Emploi Services », à Boumerdès, en Algérie.

Une agence d’emploi privée est une entreprise  qui propose des services de rapprochement entre l’offre et la demande d’emploi. Elle peut également mettre à disposition des salariés dans une entreprise avec laquelle elle conclut un contrat (travail temporaire ou intérim). 

## Définition
Le Bureau international du travail (BIT) donne la définition suivante : « Agence d’emploi privée – Toute personne physique ou morale, indépendante des autorités publiques, qui fournit un ou plusieurs des services suivants se rapportant au marché du travail: a) des services visant à rapprocher offres et demandes d’emploi; b) des services consistant à employer des travailleurs dans le but de les mettre à la disposition d’une tierce personne physique ou morale (désignée comme «l’entreprise utilisatrice»); et/ou c) d’autres services ayant trait à la recherche d’emplois, tels que la fourniture d’informations, sans pour autant viser à rapprocher une offre et une demande spécifiques. Ces agences ne peuvent facturer de frais aux travailleurs pour leur avoir trouvé un emploi. » 
Le BIT définit également deux autres types de structures, entrant dans le cadre des agences d’emploi privées : les « agences de placement permanent » qui essaient de rapprocher des demandeurs d’emploi avec des employeurs désireux de réaliser une embauche et les  « agences de placement temporaire » qui mettent du personnel à la disposition d’un client.

## Cadre international

### Les travaux de l’OIT
Quatre documents adoptés par l’Organisation internationale du travail (OIT) ont eu pour objet l’intervention d’organismes privés dans les services liés à l’emploi.
La convention n° 34 sur les bureaux de placement payants de 1933 stipule notamment que « les bureaux de placement payants à fin lucrative (…) devront être supprimés dans un délai de trois années » après son entrée en vigueur en juin 1936. Ce principe est réaffirmé par la convention n° 96 sur les bureaux de placement payants de 1949, qui prévoit cependant quelques exceptions et périodes transitoires.
Constatant que cette disparition n’a pas eu lieu et qu’au contraire, le secteur du travail temporaire se développait fortement, une nouvelle convention (n° 181) portant sur les agences d'emploi privées est adopté en 1997. Elle affirme avoir comme objectifs « celui de permettre aux agences d'emploi privées d'opérer et celui de protéger, dans le cadre de ses dispositions, les travailleurs ayant recours à leurs services ». La convention est entrée en vigueur en mai 2000. En juillet 2009, 21 pays l’avaient ratifiée, dont 11 États membres de l’Union européenne.
L’OIT adoptait également en 1997 une recommandation (n° 188) sur les agences d'emploi privées, qui encourageait des mesures de protection des travailleurs et préconisait une coopération avec les services publics de l’emploi.

### La coopération entre agences d’emploi privées
La Confédération internationale des entreprises de travail temporaire (CIETT), fondée à Paris le 17 mai 1967 a adopté en 2005 le nom de Confédération internationale des agences d'emploi privées tout en gardant son sigle. En 2012, elle regroupe 48 fédérations nationales sectorielles dans 47 pays et 8 grandes entreprises internationales de travail temporaire. Fred van Haasteren, dirigeant de Randstad (Pays-Bas), a été élu président en octobre 2011.
Une subdivision de la CIETT, baptisée Euro-CIETT, assure la représentation de la branche professionnelle en matière de dialogue social sectoriel au sein de l’Union européenne. Euro-CIETT est présidée par Annemarie Muntz, dirigeante de Ranstad France. Élue en 2005, elle a été reconduite à ce poste en 2010.
Le siège commun à la CIETT et à Euro-CIETT se situe à Bruxelles (Belgique).

## Caractéristiques du secteur

### Poids économique et social
Le BIT estime que le secteur des agences d’emploi privées a doublé entre 1994 et 1999 puis à nouveau de 1999 à 2006, pour atteindre un volume de 341 milliards de dollars E.-U. en 2007. Cette même année, six marchés nationaux, représentaient 80 % du chiffre d’affaires global : États-Unis (28 %), Royaume-Uni (16 %), Japon (14 %), France (9 %), Allemagne (6 %) et Pays-Bas (5 %).
Selon leurs représentants, les agences d’emploi privées fournissent chaque jour en Europe du travail à plus de trois millions de personnes par le biais de contrats non traditionnels.
La fédération syndicale internationale UNI global union, qui regroupe les salariés de cette branche, évalue l’importance du secteur à 60 000 agences d’emploi privées dans le monde, avec un million de travailleurs employés par ces agences et un faible taux de syndicalisation. 

### Les principales agences
Selon le BIT, les 5 premières agences d’emploi privées d'après l’importance de leur chiffre d’affaires en 2008 étaient : 
- Adecco (Suisse) 31 068 millions USD
- Randstad (Pays-Bas) 23 242 millions USD
- Manpower (États-Unis) 21 552 millions USD
- Allegis (États-Unis) 5 740 millions USD
- Kelly Services (États-Unis) 5 517 millions USD

## Les agences d’emploi privées dans certains pays

### Algérie
Les organismes privés doivent être agréés par le ministre chargé de l’emploi et passer convention avec l’Agence nationale de l’emploi (Anem) . Ils sont constitués sur une base territoriale. Sept organismes ont été agréés en 2009 et cinq en 2010. Quatre autres se sont ajoutées en 2011, portant le total à 16 début 2012.

### Belgique
En Belgique, la politique de l’emploi relève des autorités des différentes communautés. Dans la Région de Bruxelles-Capitale, les agences d'emploi privées doivent obtenir un agrément ou une autorisation pour pouvoir exercer. Elles peuvent exercer les activités suivantes sélection et le recrutement de travailleurs pour un employeur ; mise à disposition de travailleurs intérimaires auprès d'un tiers utilisateur ; placement de sportifs rémunérés ; placement d'artistes pour la création, l'exécution ou l'interprétation d'œuvres artistiques ; l'outplacement pour le compte d'employeurs ayant pour objet d'aider un travailleur menacé de licenciement ou licencié à retrouver un emploi.

### États-Unis
La première agence d’emploi privée aux États-Unis, ‘’’Engineering Agency’’’, aurait été fondée en 1893 par l’ingénieur Frederick Winslow Taylor . 
Les entreprises de travail temporaire ont ensuite pris une importance considérable, faisant du pays le principal marché pour ce secteur avec 28 % du chiffre d’affaires mondial. 

### France
Le secteur de l’intérim en France a adopté en 2008 l’appellation « agences d'emploi » à la place de la désignation traditionnelle en tant qu’« agences d'intérim ». Il s’agissait de montrer que, depuis cette année, la profession du travail temporaire proposait, outre des missions d'intérim, des recrutements en contrat de travail à durée indéterminée (CDI) et en contrat de travail à durée déterminée (CDD). Les agences assurent également un accompagnement et le placement de demandeurs d'emploi, en tant qu'opérateur pour le compte du service public de l'emploi.
L’évolution a également touché l’école professionnelle du secteur. L'École nationale des attachés commerciaux du travail temporaire (ENACTT), fondée en 1990, est devenue en École supérieure des métiers des agences d’emploi (ESMAE) en 2009. Elle dispose de trois centres de formation à Lyon (Rhône), Saint-Germain-en-Laye (Yvelines) et Angers (Maine-et-Loire).
Le syndicat professionnel PRISME estimait, dans son bilan 2009, le nombre d'agences en France à 6 000. Cette année-là, elles employaient 447 348 intérimaires en équivalent temps plein (industrie, 39 % ; tertiaire, 37,2 % ; BTP, 23,3 %). Les agences d’emploi avaient recruté la même année 29 300 personnes en CDD et CDI (tertiaire, 68 % ; industrie, 24 % ; BTP, 8 %).

### Irlande
Les agences de recrutement privées sont autorisées en Irlande sur la base d’une loi de 1971 (Employment Agency Act). Elles ne peuvent pas faire payer aux demandeurs d'emplois l'inscription sur leurs bases de données. Toutes les agences doivent être enregistrées auprès du ministère des entreprises, du commerce et de l’innovation (Department of Enterprise, Trade and Innovation).
Les agences ont créé une fédération nationale, la National Recruitment Federation (NRF), constituée en 1971. 

### Japon
Citant des travaux de N.M. Coe (2009) et de A.B. Keizer (2010), le BIT présente un Historique de la déréglementation des agences de travail temporaire au Japon. En 1947, la loi sur la sécurité de l’emploi met en place un service public de l’emploi et interdit les services privés de placement. C’est en 1986 qu’une loi sur le travail temporaire permet à des agences d’intérim d’agir en qualité d’intermédiaires dans certaines professions pour des missions d’une durée de neuf mois maximum. Jusqu’en 2007, plusieurs textes élargissent les domaines ouverts à l’intérim et portent la durée maximale des missions à trois ans.

### Maroc
La loi 65-99 relative au code du travail (11 septembre 2003), a permis à des agences privées d’intervenir en matière de recrutement, après autorisation gouvernementale. En décembre 2013, 45 agences de recrutement privées étaient enregistrées dans huit villes . En 2011, le Maroc était le plus grand marché d’Afrique du Nord pour les agences d’emploi privées.

### Québec (Canada)

#### Lois et règlements
Dans la Loi sur les normes du travail  (LNT) du Québec, il y a une section consacrée au placement du personnel et des travailleurs étrangers. Cette section s'étend des articles 92.5 à 92.12 LNT. Ces règles de la LNT sont complétées par le  Règlement sur les agences de placement de personnel et les agences de recrutement de travailleurs étrangers temporaires.

#### Jurisprudence
En droit québécois, il existe deux arrêts de principe en matière d'agences d'emplois : l'arrêt Agence Océanica inc. c. Agence du revenu du Québec  et l'arrêt Pointe-Claire (Ville) c. Québec (Tribunal du travail). Dans ces décisions, les tribunaux ont conclu que l'agence d'emploi est le véritable employeur du salarié pour les fins des cotisations du Régie des rentes du Québec. Par contre, lorsque l'employé de l'agence d'emploi poursuit une démarche d'accréditation dans un syndicat auprès du client de l'agence d'emploi, c'est le client de l'agence d'emploi qui est le véritable employeur pour les fins du Code du travail.